# Lawinenwarndienst Salzburg
Der Lawinenwarndienst Salzburg ist für die Lawinenwarnung im Land Salzburg zuständig.

## Organisation
Der amtliche Lawinenwarndienst in Salzburg wird von Alexander Schweiger im Referat Äußere Sicherheit und Katastrophenschutz des Landes Salzburg geleitet. Die operationellen Tätigkeiten des Lawinenwarndienstes werden in Zusammenarbeit mit Prognostikern und Technikern der GeoSphere Austria unter Leitung von Michael Butschek abgehandelt.
Neben zahlreichen Routineaufgaben, wie der Erstellung der täglichen Lawinenvorhersagen oder der Betreuung des Stationsnetzes, werden vom Team auch Schulungen für die größtenteils ehrenamtlichen Mitarbeiter und Mitarbeiterinnen der 93 Lawinenwarnkommissionen sowie Beobachter im Land Salzburg durchgeführt. Darüber hinaus betreut der Lawinenwarndienst auch die Plattform skitourenportal.eu.

## Gründung
Am 28. April 1965 entschloss sich der Salzburger Landtag nach zahlreichen Lawinenunglücken dazu, flächendeckend Lawinenwarnkommissionen und landesweit einen Lawinenwarndienst einzurichten. Grund war ein Lawinenunfall, bei dem 14 Jugendliche ums Leben kamen. Zusammen mit dem Lawinenwarndienst Salzburg wurde auch das Österreichische Kuratorium für alpine Sicherheit gegründet.

## Lawinenkommissionen
Im Land Salzburg beraten 90 Lawinenwarnkommissionen die Gemeinden. Es sind rund 700 Mitglieder in den Kommissionen tätig.
Die Mitglieder der Kommissionen sind freiwillig und ehrenamtlich tätig.